# Warth-Weiningen
Warth-Weiningen (toponimo tedesco) è un comune svizzero di 1 252 abitanti del Canton Turgovia, nel distretto di Frauenfeld.

## Storia
Il comune di Warth-Weiningen è stato istituito nel 1995 con l'aggregazione di comuni soppressi di Warth e Weiningen; capoluogo comunale è Warth.

## Società

### Evoluzione demografica
L'evoluzione demografica è riportata nella seguente tabella:
Abitanti censiti